# Лайош Ковач
Лайош Ковач (угор. Kovács Lajos, нар. 27 квітня 1894, Будапешт — пом. 1 жовтня 1973) — угорський футболіст, що грав на позиції захисника, грав за національну збірну Угорщини. По завершенні ігрової кар'єри — футбольний тренер, відомий роботою насамперед з ітіалійськими клубами.

## Клубна кар'єра
Перші відомості про клубну кар'єру Ковача датуються 1922 роком, в якому він грав за команду 7-го округу угорської столиці. Того ж року став гравцем «Кечкемета».
Протягом 1925–1927 років грав Італії, де виступав за «Новару».
Завершив ігрову кар'єру у клубі МТК (Будапешт).

## Виступи за збірну
1922 року провів два товариські матчі за національну збірну Угорщини — перемога з рахунком 3:0 над поляками і нічия 1:1 у грі зі збірною Австрії.

## Кар'єра тренера
Розпочав тренерську кар'єру в Німеччині, де протягом 1927–1929 років працював зі «Штутгартом».
Першу половину 1930-х років провів в Італії, де працював головним тренером команд клубів «Падова», «Рома», «Болонья» і «Трієстина». В сезоні 1931/32 вивів «Падову» до Серії А з другого місця у другому дивізіоні національного футболу. Єдиним трофеєм Ковача став Кубок Мітропи, здобутий ним у розіграші 1934 року на чолі «Болоньї».
У повоєнний час повернувся до тренерської роботи, знову працював в Італії — протягом другої половини сезону 1946/47 років очолював тренерський штаб абсолютного новочка елітної Серії A «Алессандрії», з якою зумів уникнути пониження в класі, посівши 14 місце турнірної таблиці.
Останнім місцем тренерської роботи був клуб четвертого італійського дивізіону «Фоджа», команду якого Лайош Ковач очолював у 1954–1955 роках.
Помер 1 жовтня 1973 року на 80-му році життя.
| Дата       | Місто    | Господарі | Результат | Гості    | Турнір           | Голи | Примітки |
| ---------- | -------- | --------- | --------- | -------- | ---------------- | ---- | -------- |
| 14/05/1922 | Краків   | Польща    | 0 – 3     | Угорщина | товариський матч | -    |          |
| 15/06/1922 | Будапешт | Угорщина  | 1 – 1     | Австрія  | товариський матч | -    | 47'      |
| Усього     |          | Матчів    | 2         |          | Голів            | 0    |          |